# Gasherbrum IV
Gasherbrum IV é uma montanha pertencente ao grupo de picos de Gasherbrum. Foi escalado primeiramente em 6 de agosto de 1958, por Walter Bonatti e Carlo Mauri.